# 부여 무량사 소조아미타여래삼존좌상
부여 무량사 소조아미타여래삼존좌상(扶餘 無量寺 塑造阿彌陀如來三尊坐像)은 충청남도 부여군 외산면 무량사에 있는 조선시대의 불상이다. 2008년 6월 27일 대한민국의 보물 제1565호로 지정되었다.

## 개요
부여 무량사 소조아미타여래삼존좌상은 중층전각으로 이루어진 극락전의 주존불로 봉안되어 있는데, 17세기 대규모 사찰에서 널리 조성되었던 대형의 소조 불상 양식을 따르고 있다. 이 삼존상은 아미타·관음·대세지라는 분명한 아미타삼존 도상을 보여주고 있고, 이미 발견된 복장발원문을 통해 현진(玄眞)이라는 조각승과 1633년이라는 정확한 조성연대를 알 수 있어 조선후기 조각사 연구는 물론 조각 유파 연구에도 귀중한 작품으로 평가된다. 거대한 규모로 조성되었기 때문에 불신의 전체적인 모습이 도식적으로 단순화된 감이 있으나 양대 전란 이후 자존심과 자신감을 회복하고자 노력했던 당시 불교계의 저력을 느낄 수 있는 기념비적인 작품이라고 할 수 있다.
17세기 전반기 대형불상에서 삼신 또는 삼세불상이 결합된 삼존형식이 대부분인 가운데, 극락전의 주존으로 아미타·관음·대세지보살이 결합한 삼존도상의 드문 예로서 그 가치가 더욱 크다.

## 같이 보기
- 무량사

## 참고 자료
- 부여 무량사 소조아미타여래삼존좌상 - 국가유산청 국가유산포털